# Herb Partenitu
Herb Partenitu został zatwierdzony 31 sierpnia 2006 r. decyzją Partenickiej rady osiedlowej.

## Opis herbu
Herb jest podobny do flagi Partenitu.
Tarcza herbowa w pas. W polu czerwonym pośrodku przedstawiony jest św. Jan Gotski w białej szacie, w polu niebieskim podzielonym w pas meandrem u góry po lewej złota góra stylizowana na leżącego niedźwiedzia i po prawej

profil dziewczyny.